# 11429 Demodokus
11429 Demodokus (4655 P-L) là một Trojan của Sao Mộc được phát hiện ngày 24 tháng 9 năm 1960 bởi C. J. van Houten, I. van Houten-Groeneveld, and T. Gehrels ở Đài thiên văn Palomar.